# Беккер, Вильгельм Адольф
Вильгельм Адольф Беккер (нем. Wilhelm Adolf Becker; 1796—1846) — немецкий археолог и педагог, иностранный член-корреспондент Петербургской академии наук (1844).

## Биография
Вильгельм Адольф Беккер родился в 1796 году в городе Дрездене в семье профессора археологии городской дворянской академии Вильгельма Готлиба Беккера (нем. Wilhelm Gottlieb Becker).
Юноша пошёл по стопам отца: получил высшее образование в Лейпцигском университете, где впоследствии читал лекции на кафедре классической археологии.
Из опубликованных им научных работ, наиболее известны «Gallus, oder römische Scenen aus der Zeit Augusts» (в переработке Гелла, 3 т., Берлин, 1880—82, русский перевод, Санкт-Петербург, 1876), «Charikles oder Bilder altgriechischer Sitte» (также в переработке Гелла, 3 т., Берлин, 1877—78 перевод на русский язык, СПб., 1876). Помимо этого им были написаны трактаты о древнеримской поэзии: «De Romae Veteris Muris atque Portis» (1842); «Die römische Topographie in Röm» (1844) и др.
В конце XIX — начале XX века на страницах «Энциклопедического словаря Брокгауза и Ефрона» главным его сочинением было названо «Handbuch derrömischen Alterthümer» (Лейпциг, 1843—46), которое затем продолжил и значительно дополнил Карл Иоахим Марквардт.
Вильгельм Адольф Беккер скончался 30 сентября 1846 года в городе Мейсене.